# Spizella breweri
Il passero di Brewer (Spizella breweri Cassin, 1856) è una specie di uccello appartenente alla famiglia dei Passerellidae, originario di Canada, Stati Uniti e Messico.

## Distribuzione e habitat
Sverna a sud della zona di riproduzione, negli Stati Uniti sud-occidentali e in Messico.